# Landschafts-Informationszentrum
Koordinaten: 51° 29′ 41,4″ N, 8° 2′ 53,6″ O
Das Landschaftsinformationszentrum Wasser und Wald Möhnesee e. V. (Liz) ist eine Umweltbildungs- und Naturschutzeinrichtung, die durch Ausstellungen und Exkursionen die Besonderheiten der Möhneseeregion vorstellt und damit einen Beitrag zu einem umweltfreundlicheren Verhalten leisten möchte.

## Geschichte
Die Günner Mühle wurde 1913 als Maschinenmühle, zum Teil aus dem gleichen Bruchstein wie die Sperrmauer, erbaut. Sie war Ersatz für eine alte Wassermühle, die beim Bau der Talsperre weichen musste.
Als Teil des Gutes Schulte-Günne, ging sie 1933 in den Besitz der Familie Schade über. Diese betrieb die Mühle bis in die 1960er Jahre. 
Wegen der dicken Bruchsteinmauern überstand das Gebäude die große Flutkatastrophe und den englischen Luftangriff auf die Staumauer in der Nacht des 16./17. Mai 1943 als einziges Gebäude relativ unbeschadet.
1989 erwarb die Gemeinde Möhnesee das Gebäude und restaurierte es mit finanzieller Unterstützung des Landes Nordrhein-Westfalen. Kurz darauf wurde die alte Günner Mühle unter Denkmalschutz gestellt. Seit 1993 steht sie dem Liz für Ausstellungen und Aktivitäten zur Verfügung. Am 11. Juni 1994 öffnete das Liz erstmals seine Türen für Besucher.
Seit dem Jahr 2000 betreut das Landschafts-Informationszentrum mit wissenschaftlichen Kartierungen und Besucherlenkungsmaßnahmen die Naturschutzgebiete Möhneaue-Völlinghausen und Hevearm-Hevesee der Möhnetalsperre.

## Ausstellung
Die Ausstellung des Liz bezieht sich in drei Erlebnisräumen auf den Naturpark Arnsberger Wald, die Möhnetalsperre, Wasser und Wald.

### Erlebnisraum Landschaft
Das Erdgeschoss zeigt anhand eines Landschaftsmodells und einer Multimediastation Informationen über den Naturpark Arnsberger Wald.
Des Weiteren informiert dieser Erlebnisraum interaktiv über die Aufgaben, Geschichte und Funktionen der Möhnetalsperre.

### Erlebnisraum Wasser
Der zweite Erlebnisraum bietet neben Informationen über die Wasserbereitstellung und einer interaktiven Wassersäule zum Trinkwasserverbrauch, auch Informationen über den Lebensraum Möhnesee. Ein sprechender Graureiher, eine Mikroskopierstation und ein Aquarium ermöglichen Einblicke in die Themen Naturschutz, Gewässergüte und den Lebensraum Wasser.

### Waldetage
Informationen zum Lebensraum Wald befinden sich in der Waldetage. Themenschwerpunkte sind hier der Lebensraum Buchenwald, dessen Bewohner über eine Tierstimmenstation sprechen, die Forstwirtschaft früher und heute, der Gegensatz Laub- und Nadelwald und der Waldschulbereich mit Fühlkisten, Tastmemory und Regenwurmschaukasten. 
In der Mitte des Raumes steht ein großes Terrarium. Die darin lebenden heimischen Zwergmäuse sind in verschiedenen Lebensräumen zu beobachten.

### Vortragsraum
Hier befindet sich eine Touchscreen-Filmstation mit Vorträgen und Filmen zu den Themen Wasser und Wald, unter anderem auch über die Möhnekatastrophe 1943.

### Außengelände
Das Außengelände besteht aus verschiedenen Kleinbiotopen, wie einem Tümpel und einem ländlichen Staudengarten. Zusätzlich bietet der Garten Nisthilfen für Wildbienen, Vögel und Fledermäuse, Weidentunnel- und Tipi und einen Sinnespfad.
Neben der Ausstellung veranstaltet das Liz umweltpädagogische Programme, Führungen und Exkursionen für alle Altersgruppen.

## Möhne LIFE-PROJEKT
Seit dem Januar 2010 ist das Liz Projektpartner im europäischen Life+ Projekt „Möhneaue“, welches darauf abzielt, die ausgebauten Flusslandschaften der Möhne zu renaturieren und diese für Pflanzen, Tiere und den Menschen dauerhaft lebenswert zu gestalten.

## Organisation
Der Trägerverein für das Landschaftsinformationszentrum Wasser und Wald Möhnesee wurde 1992 gegründet und sorgt durch Spenden, Mitgliedsbeiträge, Erlöse aus Eintrittsgeldern und weiteren Projekten für die Sicherung des laufenden Betriebs. Die Einrichtung der Dauerausstellung des Liz wurde jeweils zu 50 % von der Nordrhein Westfalen – Stiftung Naturschutz, Heimat- und Kulturpflege und dem Land NRW getragen.
Vereinsvorsitzender des Liz ist Bernhard Schladör. Die Leitung des Informationszentrums hat die Biologin Kerstin Heim-Zülsdorf inne. Dem Liz stehen zusätzlich zu den fest angestellten Mitarbeitern jährlich über drei FöJ-Stellen und ein Praktikumsplatz in der Umweltpädagogik und im Naturschutzbereich zur Verfügung.